# Мотовиловка (Фастовский район)

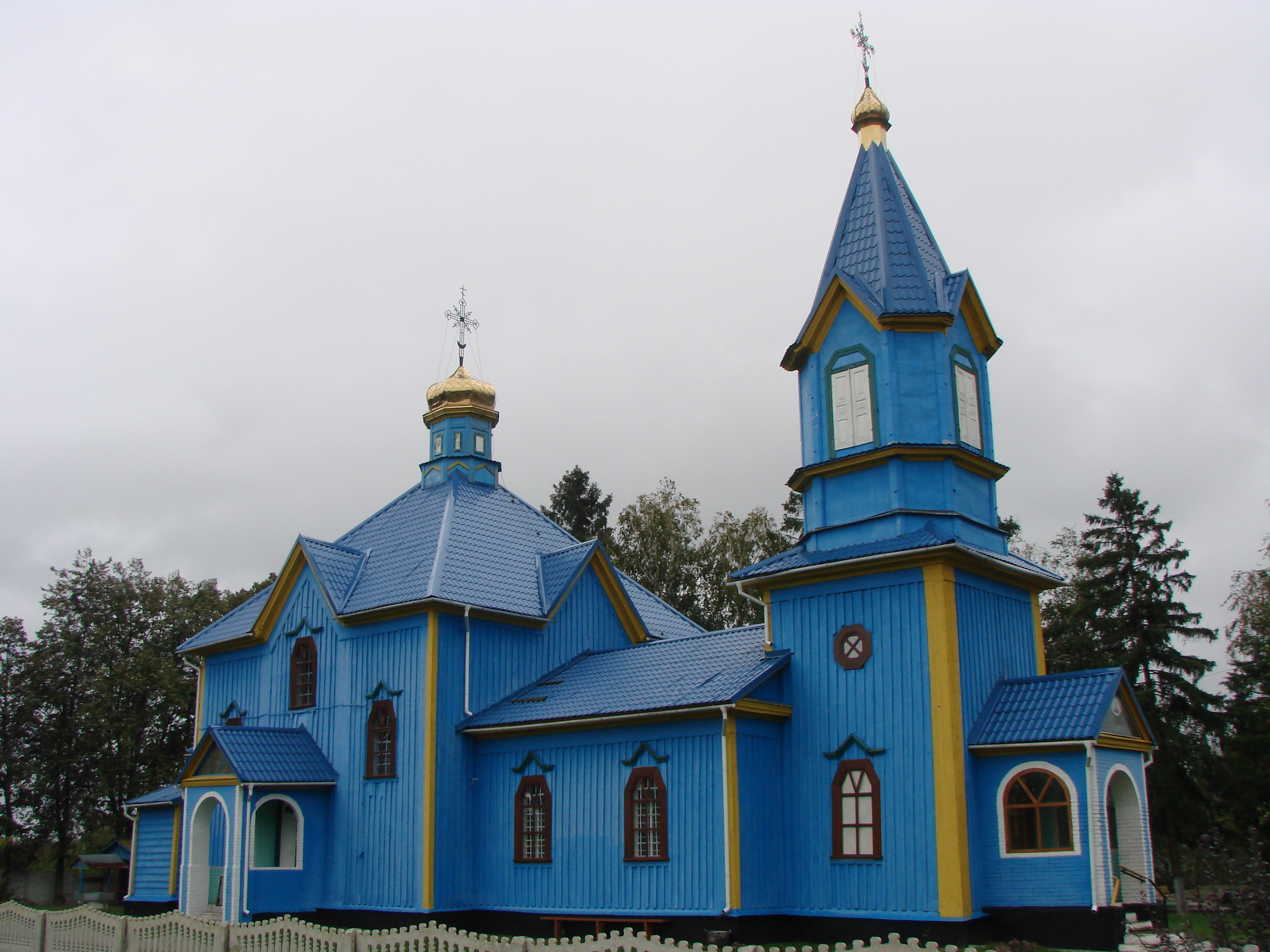
Покровская церковь

Мотовиловка (укр. Мотовилівка, первоначально — Казенная Мотовиловка) — село, входит в Фастовский район Киевской области Украины. До 2016 года село носило название Червоная Мотовиловка.
Население по переписи 2001 года составляло 3 499 человек. Почтовый индекс — 08522. Телефонный код — 4565. Занимает площадь 8,16 км². Код КОАТУУ — 3224987201.

## Местный совет
08522, Киевская обл., Фастовский р-н, с. Великая Мотовиловка, ул. Школьная, 1

## История
С конца XVIII и до начала XX векa село Казенная Мотовиловка былo в составе Васильковской волости Васильковского уезда Киевской губернии.(1796—1923). В селе была Покровская церковь. Священнослужители Покровской церкви:
- 1799- священник Павел Васильевич Базилевич
- 1802 — священник Павел Михайлович Базилевич
- 1836 — священник Михаил Павлович Калитинский
- 1911—1912 — священник Александр Гришковский, псаломщик Георгий Юрачковский

## Уроженцы
- Пятницкий Валерий Тезиевич (1962) — украинский политик и государственный деятель. Правительственный уполномоченный по вопросам европейской интеграции (с 2011 года).
- Люлька Сергей Николаевич (1990 г.р.), формально родился в Киеве, детство провёл на Дубинке. Футболист (воспитанник Академии Динамо К) — чемпион Европы 19-2009, играл за Динамо-2, Говерла, Слован Либерец(чех.), Черноморец, Десна, ФК Львив и сборную U18,U19,мол21.
- Гончар Овсей Иванович (отаман Бурлака).